# Gerhard Huber (Philosoph)

Gerhard Huber (1999)

Gerhard Huber (* 4. September 1923 in Basel; † 4. November 2007) war ein Schweizer Philosoph und Universitätsprofessor.

## Biographie
Nach seinem 1942 begonnenen Studium der Rechtswissenschaften, Philosophie, Psychologie und Soziologie an der Universität Basel und der Universität Genf promovierte er 1947 mit einer Arbeit über die Effektivität im Völkerrecht zum Dr. iur. an der Juristischen Fakultät der Universität Basel. 1951 erfolgte die Promotion im Fach Philosophie mit einer Schrift über Platons dialektische Ideenlehre. Nach einem Studienaufenthalt in Wien wurde er Wissenschaftlicher Assistent am Philosophischen Seminar der Universität Basel, wo er sich im Jahre 1954 bei Heinrich Barth und Karl Jaspers mit einer Arbeit zur Geschichte der ontologischen Problematik in der spätantiken Philosophie habilitierte. 
1956 erhielt er einen Ruf auf den Lehrstuhl für Philosophie und Pädagogik an der Eidgenössischen Technischen Hochschule Zürich, welchen er bis zu seiner Emeritierung 1990 innehatte. Darüber hinaus war er von 1956 bis 1962 Lehrbeauftragter für Pädagogik an der Universität Basel. 
Huber wirkte in zahlreichen wissenschaftlichen Gesellschaften und Gremien mit. 1967 wurde er Mitglied des Institut International de Philosophie in Paris, dessen Vizepräsident er zwischen 1994 und 1997 war. Außerdem war er Präsident der Schweizerischen Philosophischen Gesellschaft, sowie Vorstandsmitglied der Schweizerischen Akademie der Geistes- und Sozialwissenschaften. 1973 wurde er Mitglied des Schweizerischen Wissenschaftsrates, dessen Präsident er von 1978 bis 1982 war. Er war Ehrenmitglied der Heinrich-Barth-Gesellschaft. 
Gerhard Huber war mit der Schriftstellerin Elfriede Huber-Abrahamowicz (1922–2001) verheiratet.

## Wissenschaftliche Arbeit
In seiner wissenschaftlichen Arbeit beschäftigte sich Huber vor allem mit Metaphysik, Erkenntnistheorie, Ethik, Wissenschaftspolitik und Geschichte. Einen Schwerpunkt seiner Arbeit bildete die Auseinandersetzung mit der griechischen Philosophie und ihren Grundbegriffen. Als sein philosophisches Hauptwerk gilt der Band Eidos und Existenz. Umrisse einer Philosophie der Gegenwärtigkeit, welches in dreissigjähriger Arbeit entstand.

## Schriften
- Das Prinzip der Effektivität im Völkerrecht. Dissertation. Basel 1947.
- Platons dialektische Ideenlehre nach dem zweiten Teil des «Parmenides». Bruno Bartelt, Wien 1951, DNB 570719844.
- Das Sein und das Absolute. Studien zur Geschichte der ontologischen Problematik in der spätantiken Philosophie. Verlag für Recht und Gesellschaft, Basel 1955, DNB 458769177.
- Gegenwärtigkeit der Philosophie. Vorträge und Aufsätze. Birkhäuser, Basel 1975, ISBN 3-7643-0752-8.
- Eidos und Existenz. Umrisse einer Philosophie der Gegenwärtigkeit. Schwabe, Basel 1995, ISBN 3-7965-0984-3.
- mit Camilla Warnke (Hrsg.): Zur Kritik der deutsch-deutschen Ökonomie. Konzeptionen, Positionen und Methoden wirtschaftswissenschaftlicher Forschung in Ost und West. Metropolis, Marburg 1996, ISBN 978-3-89518-068-2.
- mit Camilla Warnke (Hrsg.): Die ökonomische Theorie von Marx – was bleibt? Reflexionen nach dem Ende des europäischen Kommunismus. Metropolis, Marburg 1998, ISBN 978-3-89518-158-0.